# Monsampolo del Tronto
Monsampolo del Tronto – miejscowość i gmina we Włoszech, w regionie Marche, w prowincji Ascoli Piceno.
Według danych na styczeń 2009 gminę zamieszkiwało 4445 osób przy gęstości zaludnienia 287 os./1 km².